# Les Jours heureux (téléfilm, 2000)
Pour les articles homonymes, voir Les Jours heureux.

Les Jours heureux est un téléfilm français réalisé par Luc Béraud et diffusé en 2000.

## Fiche technique
- Réalisation : Luc Béraud
- Scénario : Claudine Vergnes et Jean-Louis Benoît
- Photographie : Bernard Malaisy
- Musique : Serge Franklin
- Son : Monique Denisot
- Montage : Jean-Baptiste de Battista
- Date de diffusion : 12 février 2000 sur France 3
- Durée : 90 minutes

## Distribution
- Guy Marchand : Gérard
- Cylia Malki : Nathalie
- Eva Darlan : Françoise
- Thomas Jouannet : Laurent
- Chantal Banlier : Monique
- Maurice Risch : Robert
- Thomas Warion : Kevin
- Vincent El Khatib : Kevin à 6 ans
- Michel Such : Jolivet
- Thierry Sebban : le collègue de Laurent
- Roger Mollien : Dédé
- Salah Teskouk : Mahmoud